# Rock 'n' Roll Kids
"Rock 'n' Roll Kids" foi a canção vencedora do Festival Eurovisão da Canção 1994, que se realizou na Irlanda. Foi a sexta vitória para a Irlanda e a terceira vez consecutiva para o mesmo país.
Foi interpretada em inglês por Paul Harrington e Charlie McGettigan. Foi a terceira canção a ser interpretada na noite do evento, a seguir à canção finlandesa ""Bye Bye Baby" , interpretada pela banda CatCat e antes da canção cipriota "Ime Anthropos Ki Ego", cantada por Evridiki . Terminou a competição em primeiro lugar, recebendo um total de 226 pontos.
No ano seguinte, em 1995, a canção vencedora foi a da Noruega "Nocturne com Secret Garden e a Irlanda fez-se representar com Eddie Friel que interpretou o tema  "Dreamin'.

## Show
Há a crença geral entre muito fãs da Eurovisão de que esta canção foi escolhida deliberadamente para não vencer[carece de fontes?], foi interpretada por duo masculino  (nenhum duo masculino tinha vencido esta competição) e ainda por cima apresentaram-se de uma forma estática. Os dois cantores eram mais velhos do que os vencedores da competição noutros anos. A canção, contudo venceu e é em considerada como uma das melhores. Não foi necessária orquestra, os únicos instrumentos musicais utilizados foram a guitarra por Charlie McGettigan e o piano por Paul Harrington.

## Autores
A canção tinha letra e musica de Brendan Graham. Não houve orquestra tendo Paul tocado piano e Charlie a guitarra.

## Letra
A letra é um lamento acerca das juventudes perdidas  dos cantores. Eles recordam-se do seu crescimento e de como ouviam a música popular do seu tempo Jerry Lee Lewis e Elvis Presley) . A canção vai para o presente, com ambos dizendo que  estão "muito cansados  por percorrerem muitos beats".